# Alcione (torpediniera)
L’Alcione è stata una torpediniera della Regia Marina.

## Storia
Nell'agosto 1938 la nave, da poco in servizio, partecipò ad un ciclo di addestramento al largo dell'isola d'Elba.

### Seconda guerra mondiale
All'ingresso dell'Italia nella seconda guerra mondiale la nave faceva parte della I Squadriglia Torpediniere di base a Messina, che formava insieme alle gemelle Airone, Aretusa ed Ariel. Inizialmente la nave venne impiegata in compiti di posa di campi minati.
Il 29 luglio 1940, nell'ambito dell'operazione «Trasporto Veloce Lento», l'Alcione e le altre tre torpediniere della I Squadriglia vennero inviate a rafforzare la scorta – torpediniere Circe, Clio, Climene e Centauro della XIII Squadriglia – di un convoglio composto dal piroscafo passeggeri Marco Polo e dagli incrociatori ausiliari Città di Palermo e Città di Napoli, in navigazione da Napoli a Bengasi.
Nella notte tra il 5 ed il 6 settembre 1940 l'Alcione effettuò la posa di uno sbarramento di 56 mine nelle acque della Valletta insieme alle gemelle Aretusa, Ariel ed Altair.
Il 10 ottobre l'Alcione l'Airone, insieme ad idrovolanti dell'89ª Squadriglia, effettuarono un'azione antisommergibile al largo di Siracusa in seguito alla quale ritennero di aver affondato il sommergibile britannico Triad. In realtà è pressoché certa l'attribuzione dell'affondamento di tale unità al sommergibile Toti, in un duello che ebbe luogo nel golfo di Taranto in quei giorni.

#### Battaglia di Capo Passero
Nella notte tra l'11 ed il 12 ottobre 1940 l'Alcione, al comando del tenente di vascello Luigi Bonatti, fu inviata a pattugliare, insieme ad Airone ed Ariel ed ai cacciatorpediniere della XI Squadriglia (Aviere, Artigliere, Geniere, Camicia Nera) l'area ad est di Malta, alla ricerca di navi britanniche che avrebbero dovuto trovarsi in quella zona. Il pattugliamento, iniziato all'una di notte del 12 ottobre, si svolgeva alla velocità di 12 nodi con rotta per 270°, con le torpediniere distanziate tra di loro di circa 4 miglia. L'Alcione era la prima unità della squadriglia, quella più a nord, seguita dalle unità sezionarie, mentre i cacciatorpediniere si trovavano più a sud. All'1:38 proprio l'Alcione avvistò a 18 000 metri a sud/sudest – senza venire a sua volta avvistata – l'incrociatore leggero HMS Ajax, che faceva parte di un più ampio schieramento navale britannico che stava tornando ad Alessandria dopo aver scortato un convoglio per Malta. Dopo aver lanciato il segnale di scoperta, la torpediniera si portò decisamente all'attacco seguita subito dopo dalle navi gemelle: dopo un avvicinamento durato una ventina di minuti, all'1:57 l'Alcione lanciò due siluri, da 1 800 metri di distanza, contro il fianco sinistro dell'Ajax, mancandolo. Prima che la nave potesse procedere al lancio di ulteriori siluri, l'Airone, che aveva a sua volta lanciato quattro armi, invertì la rotta aprendo il fuoco e scatenando un violento scontro: non potendo lanciare altri siluri per via della posizione dell'Airone, l'Alcione aprì il fuoco con i pezzi da 101 mm e sparò 15 infruttuose salve, prima di perdere il contatto con l'Ajax alle 2:03. Peggior sorte ebbero le navi gemelle: l'Airone venne investita a bruciapelo dal fuoco della nave nemica che la ridusse ad un relitto in fiamme, mentre l'Ariel esplose ed affondò in breve tempo. Terminata la manovra di allontanamento, ed avendo comunicato alla XI Squadriglia, alle 0:45, dell'avvenuto scontro, l'Alcione si riportò sul luogo del combattimento imbattendosi nel relitto galleggiante delll'Airone: la nave non poté far altro che recuperare l'equipaggio dell'unità gemella, che affondò per i danni alle 3:34. Dopo aver recuperato anche parte dei superstiti delll'Ariel, all'Alcione non rimase che fare rotta su Augusta, dove giunse senza problemi verso le otto del mattino del 12 ottobre.

#### Restante attività svolta nel 1940
Alle cinque del pomeriggio del 27 novembre 1940 la torpediniera salpò da Trapani insieme alle gemelle Vega, Sirio e Sagittario per un pattugliamento notturno nel canale di Sicilia mentre era in corso l'operazione britannica «Collar» (poi sfociata nella battaglia di Capo Teulada), che vedeva in mare il grosso della Mediterranean Fleet Tuttavia delle quattro navi solo la Sirio, alle 00:33 del 28, effettuò un infruttuoso attacco con i siluri contro le navi inglesi.
A partire dal dicembre 1940 venne impiegata per scorte di convogli sulle rotte della Libia, e, successivamente, anche nell'Adriatico e nell'Egeo.

#### 1941
Il 6 marzo 1941 l'Alcione lasciò Napoli per scortare a Palermo, dove giunse due giorni dopo, le grandi e moderne motonavi da carico Andrea Gritti e Sebastiano Venier. Con la scorta aggiuntiva delle torpediniere Pallade e Polluce, aggiuntesi a Palermo, nonché delle unità similari Centauro e Clio che scortarono sia questo che un altro convoglio, le navi proseguirono dal porto siciliano verso Tripoli dove giunsero, senza danni, alle 13:30 dell'11 marzo.
Dal 28 al 30 marzo Alcione, Circe e Sagittario vennero inviate, insieme a due MAS, a soccorrere il piroscafo tedesco Ruhr, silurato dal sommergibile britannico Utmost mentre era in navigazione in convoglio verso la Libia, e lo scortarono a Tripoli insieme ad un altro piroscafo silurato in un secondo tempo, il Galilea (entrambe le navi poterono essere salvate).
Nel corso del 1941 la torpediniera venne modificata con l'eliminazione delle poco efficaci mitragliere da 13,2 mm e la loro sostituzione con 8 armi da 20/65 mm.

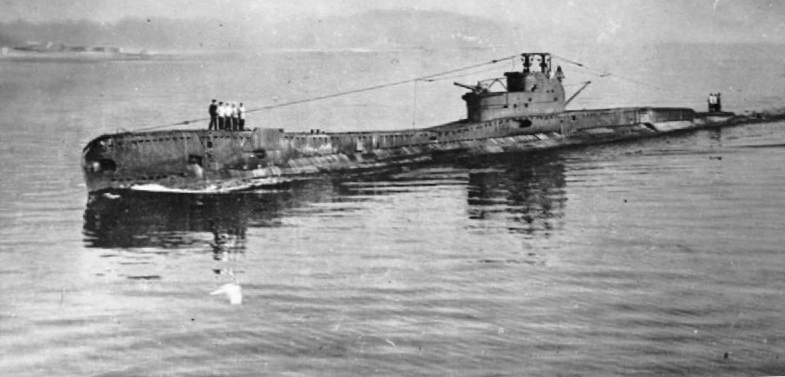
Il sommergibile britannico Truant, affondatore dell'Alcione

#### L'affondamento
Nel pomeriggio del 10 dicembre 1941, agli ordini del TV Gaglione (che sostituiva Falcucci) l'Alcione lasciò il Pireo per scortare a Suda le navi cisterna Arca ed Ellis, giungendo l'indomani alle 11:05 in vista di Akrotiri (La Canea). Alle 14:50, quando il convoglio si trovava all'imboccatura della baia di Suda, alcuni idrovolanti italo-tedeschi avvistarono, nel punto 35°29' N e 24°11' E (al largo di Capo Liman) le bolle d'aria che indicavano il lancio di due siluri – in realtà erano quattro e li aveva lanciati il sommergibile britannico Truant, che alle 13:20 aveva avvistato il convoglio a 9 miglia per 012° da Capo Drepano ed alle 14:32 aveva lanciato le proprie armi da 3200 metri – e sganciarono bombe sul punto del lancio, sparando al contempo otto razzi (sette bianchi ed uno verde) per avvisare le navi dell'attacco in corso: la torpediniera, che aveva visto solo l'ultimo dei razzi, cercò quindi di attaccare l'unità subacquea nemica, ma poco dopo vennero avvistati due siluri: l'Alcione poté evitare il primo con la manovra, ma il secondo andò a segno e la poppa della nave venne asportata da una colossale esplosione. Alcune bombe di profondità della torpediniera scoppiarono, mentre l'unità, immobilizzata, iniziava ad affondare lentamente. L'Ellis cercò quindi di rimorchiare l'Alcione, ancora galleggiante, verso Suda, poi, visti inutili tali sforzi, tentò di portarla ad incagliare nei pressi di Marathi, ma anche questa manovra non servì a salvare l'unità: alle 15:35 la torpediniera si abbatté improvvisamente sul fianco sinistro ed affondò in acque basse, lasciando emergere parte dello scafo.
Tra l'equipaggio dell'Alcione si registrarono 17 morti e 14 feriti, tra cui uno grave.
Comandanti
- Tenente di vascello Giuseppe Folli (nato a Bologna il 4 aprile 1909) (10 giugno - 1 settembre 1940)
- Tenente di vascello Luigi Bonatti (nato a Firenze l'11 dicembre 1909) (2 settembre - dicembre 1940)
- Tenente di vascello Luigi Falcucci (nato a Portoferraio il 13 novembre 1911) (gennaio - 10 dicembre 1941)
- Tenente di vascello Antonio Gaglione (nato a Torre del Greco il 4 novembre 1906) (10-11 dicembre 1941)